# Soprano lírico-spinto
Soprano lírico-spinto (ou Soprano Spinto) é o tipo de voz lírica caracterizada pela capacidade de se fazer spinto (do italiano spingere, "empurrar"). Possui cor e peso vocais para cantar passagens dramáticas sem desgaste, não-obstante não tenha as características típicas da soprano dramático, e é associada normalmente ao tenor lírico-spinto. O termo define, essencialmente, a soprano lírica que canta com mais potência nos climáx dramáticos.

## Características
Uma vez que as classificações vocais não são consensuais, muitos autores utilizam a categoria de soprano lírico-dramático como idêntica à de lírico-spinto. No entanto, outros chegam a utilizar os termos soprano lírico-spinto e soprano spinto em gradação, com o primeiro referindo-se à voz lírica capaz de cantar obras que exigem tanto lirismo quanto poder vocal, e o segundo a voz de quem se requer maior poder e dramaticidade aliada à capacidade de cantar em tessituras altas. Contudo, em geral, a expressão soprano spinto é tida como abreviação da anterior. Por fim, há ainda quem considere a a qualidade de spinto um atributo de certas sopranos dramáticos caracterizado pelo squillo e pelos agudos brilhantes e potentes.
Essa soprano possui geralmente algo do veludo e da doçura da lírica, mas sua voz é mais encorpada e densa, recorrendo com frequência ao squillo para ultrapassar passagens de orquestração pesada e manter a potência em tessituras agudas. O tom do timbre é normalmente mais escuro e dotado de mais metal, com riqueza de harmônicos e habilidade nas mudanças de dinâmica. Isso as torna ideais para papéis líricos mais expressivos, como heroínas e personagens elegíacos.
Papéis lírico-spinto têm destaque sobretudo no romantismo e no verismo italianos. Com o amadurecimento da voz, algumas sopranos podem interpretar alguns papéis de soprano dramático, e muitas delas chegam ao repertório spinto após desenvolverem uma carreira inicial como soprano lírico. Contudo, por ser relativamente raro, os papéis escritos para tal tipo de voz são frequentemente interpretados por sopranos de outras categorias, o que levou à ruína vozes de muitas sopranos líricas. Sua tessitura aproximada é do Dó3 ao Ré5.

## Classificações francesa e alemã
Na França, esse tipo de voz é incluído na categoria Soprano lyrique dramatique, que é a categoria que corresponde às sopranos lírico-spinto chamada de lírico dramático. Esta soprano possui os agudos da soprano lírica e o poder do soprano dramático. 
Na Alemanha, há a categoria especial de Jugendlicher-dramatischer sopran (literalmente soprano dramática jovem), categoria similar à da soprano lírico-spinto. Uma voz redonda e lírica mas com timbre relativamente metálico e poder, capaz de igualmente cantar em tessituras elevadas e de brilhar em passagens de intenso dramatismo, assim como fazer-se ouvir sob orquestração pesada. É categoria de grande importância no repertório alemão, e frequentemente é interpretada de início por sopranos que, quando amadurecem, adentram no repertório dramático. Exemplos de papéis germânicos para Jugendlicher-dramatischer sopran são:  Agathe (Der Freischütz), Imperatriz (Die Frau ohne Schatten), Elizabeth (Tannhäuser) e Elsa (Lohengrin).

## Papéis para soprano lírico-spinto
- Tosca, da ópera homônima de Giacomo Puccini;
- Manon Lescaut, da homônima ópera de Giacomo Puccini;
- Madalena, em Andréa Chenier, de Umberto Giordano;
- Elisabetta di Valois, em Don Carlo, de Giuseppe Verdi;
- Amélia, em Un Ballo in Maschera, de Giuseppe Verdi;
- Jenufa, da homônima ópera de Leos Janacék;
- Elisabeth, em Tannhäuser, de Richard Wagner;
- Thais, da ópera homônima de Jules Massenet;
- Adriana Lecouvreur, da homônima ópera de Francesco Cilea;
- Joana de Flandres, da homônima ópera de Carlos Gomes;
- Lisa, em A Dama de Espadas, de Piotr Illich Tchaikovsky.

### Papéis que requerem coloratura
- Leonora, em Il Trovatore, de Giuseppe Verdi;
- Elena, em Il Vespri Siciliani de Giuseppe Verdi;
- Leda, em La Batalha de Legnano, de Giuseppe Verdi;
- Hélène, em Jerusalém, de Giuseppe Verdi;
- Fiordiligi, em Così fan Tutte, de Wolfgang Amadeus Mozart.